# Lista de episódios de Salem
Salem é uma série de TV norte-americana de terror sobrenatural que estreou no dia 20 de abril de 2014 no canal WGN America. A série transmitiu três temporadas até o ano de 2017 e encerraram as gravações devido a um desentendimento semelhante com a série Shadowhunters.

## 1º Temporada (2014)
| Nº no geral | Nº na temporada | Título                       | Dirigido por         | Escrito por                      | Estreia             | Audiência em milhões (EUA) |
| --- | --------------- | ---------------------------- | -------------------- | -------------------------------- | ------------------- | -------------------------- |
| 1 | 1               | "The Vow"                    | Richard Shepard      | Brannon Braga e Adam Simon       | 20 de abril de 2014 | 1.52                       |
| Mary é uma menina jovem, grávida e sozinha em Salem, uma cidade puritana. Ela acredita que John Alden, o grande amor de sua vida, morreu na guerra, já que ele nunca mais retornou suas cartas. Agora, ela deve escolher entre se misturar aos puritanos ou vender sua alma ao diabo. Tendo escolhido o último, se casa com George Sibley, um dos homens mais influentes da cidade, e o escraviza para pegar suas riquezas e poder para si própria. Cotton Mather, um pregador da bíblia, acredita que as bruxas estão morando em Salem e querem governar o restante do mundo. John volta em meio a uma caça ás bruxas, enquanto Mary coloca os puritanos um contra os outros, permitindo que as bruxas dominem Salem. |                 |                              |                      |                                  |                     |                            |
| 2 | 2               | "The Stone Child"            | David Von Ancken     | Brannon Braga e Adam Simon       | 27 de abril de 2014 | 0.77                       |
| John passa a investigar o que está realmente acontecendo em Salem e como a histeria de bruxas surgiu. Mary passa a executar um minucioso plano. |                 |                              |                      |                                  |                     |                            |
| 3 | 3               | "In Vain"                    | Alex Zakrzewski      | Elizabeth Sarnoff e Tricia Small | 4 de maio de 2014   | 0.44                       |
| Mary decide o que fazer após descobrir quem atrapalhou a cerimônia das bruxas. |                 |                              |                      |                                  |                     |                            |
| 4 | 4               | "Survivors"                  | David Von Ancken     | Jon Harmon Feldman               | 11 de maio de 2014  | 0.32                       |
| Alden passa a ficar preocupado quando um velho inimigo retorna á Salem com segredos que podem destrui-lo. Mary perde o controle sobre Mercy. |                 |                              |                      |                                  |                     |                            |
| 5 | 5               | "Lies"                       | Sergio Mimica-Gezzan | Tricia Small & Elizabeth Sarnoff | 18 de maio de 2014  | 0.50                       |
| Mary e seu clã entram em desavenças; Alden e Cotton encontram perigosa relíquia que pertence ás bruxas. |                 |                              |                      |                                  |                     |                            |
| 6 | 6               | "The Red Rose and the Briar" | David Von Ancken     | Adam Simon & Brannon Braga       | 01 de junho de 2014 | 0.54                       |
| Alden e Cotton ficam cara a cara com uma bruxa; Mary encontra uma solução para os conflitos do clã. |                 |                              |                      |                                  |                     |                            |
| 8 | 8               | "Departures"                 | Alex Zakrzewski      | Jon Harmon Feldman               | 08 de junho de 2014 | 0.57                       |
| O povoado é abalado com a chegada do pai de Cotton; o controle de Mary sobre George está comprometido. |                 |                              |                      |                                  |                     |                            |
| 9 | 9               | "Children Be Afraid"         | David Grossman       | Elizabeth Sarnoff & Tricia Small | 15 de junho de 2014 | 0.49                       |
| Mary tenta de tudo para ter George sobre seu controle novamente; Mercy e seus coroinhas ficam mais poderosos. |                 |                              |                      |                                  |                     |                            |
| 10 | 10              | "The House of Pain"          | David Von Ancken     | Adam Simon & Joe Menosky         | 22 de junho de 2014 | 0.40                       |
| Anne se encontra em perigo em meio a uma exploração, e Alden é o único que pode salva-la. |                 |                              |                      |                                  |                     |                            |
| 11 | 11              | "Cat and Mouse"              | Tricia Brock         | Jon Harmon Feldman               | 29 de junho de 2014 | 0.48                       |
| Alden se encontra no meio de novas acusações; Anne finalmente descobre a verdade. |                 |                              |                      |                                  |                     |                            |
| 12 | 12              | "Ashes, Ashes"               | Bill Johnson         | Brannon Braga & Adam Simon       | 6 de julho de 2014  | 0.22                       |
| As alianças se rompem e o destino de Salem é testado quando o julgamento de Alden começa. |                 |                              |                      |                                  |                     |                            |
| 13 | 13              | "All Fall Down"              | David Von Ancken     | Brannon Braga & Adam Simon       | 13 de julho de 2014 | 0.23                       |
| Alden está no caminho de descobrir o maior segredo de Mary até agora. |                 |                              |                      |                                  |                     |                            |

## 2º Temporada (2015)
| Nº no geral | Nº na temporada | Título                   | Dirigido por    | Escrito por                    | Estreia             | Audiência em milhões (EUA) |
| --- | --------------- | ------------------------ | --------------- | ------------------------------ | ------------------- | -------------------------- |
| 1 | 14              | "Cry Havoc"              | Nick Copus      | Brannon Braga & Adam Simon     | 05 de abril de 2015 | 0.51                       |
| Como resultado do Grande Ritual das bruxas, uma enorme praga se instala em Salem.                                         |                 |                          |                 |                                |                     |                            |
| 2 | 15              | "Blood Kiss"             | Allan Arkush    | Brannon Braga & Adam Simon     | 12 de abril de 2015 | 0.37                       |
| Mary toma drásticas decisões contra Mercy e as outras bruxas rebeldes                                                     |                 |                          |                 |                                |                     |                            |
| 3 | 16              | "From Within"            | Alex Zakrzewski | Kelly Souders & Brian Peterson | 19 de abril de 2015 | 0.49                       |
| Mary espera conseguir colocar um de seus aliados na vaga do magistrado mas Hathorne e John Alden já têm seu próprio plano |                 |                          |                 |                                |                     |                            |
| 4 | 17              | "Book of Shadows"        | Allan Kroeker   | Joe Menosky & Adam Simon       | 26 de abril de 2015 | 0.33                       |
| Anne explora seu lado sobrenatural, enquanto Mary recebe um aviso preocupante.                                            |                 |                          |                 |                                |                     |                            |
| 5 | 18              | "The Wine Dark Sea"      | Peter Weller    | Turi Meyer & Al Septien        | 3 de maio de 2015   | 0.33                       |
| Dollie resolve salvar Isaac e Anne continua a resistir ao avanço de Hathorne.                                             |                 |                          |                 |                                |                     |                            |
| 6 | 19              | "Ill Met by Moonlight"   | Nick Copus      | Brian Peterson & Kelly Souders | 10 de maio de 2015  | 0.24                       |
| Countess Marburg chega em Salem e ameaça a fortaleza de Mary.                                                             |                 |                          |                 |                                |                     |                            |
| 7 | 20              | "The Beckoning Fair One" | Joe Dante       | Donna Thorland & Adam Simon    | 17 de maio de 2015  | 0.32                       |
| Countess e Mary mantêm a aparência enquanto continuam a se prepararem para uma grande batalha.                            |                 |                          |                 |                                |                     |                            |
| 8 | 21              | "Dead Birds"             | Alex Kalymnios  | Joe Menosky & Adam Simon       | 24 de maio de 2015  | 0.31                       |
| A fraqueza de Countess é revelada.                                                                                        |                 |                          |                 |                                |                     |                            |
| 9 | 22              | "Wages of Sin"           | David Grossman  | Al Septien & Turi Meyer        | 31 de maio de 2015  | 0.39                       |
| Mary e Wainwright ficam cada vez mais poderosos, ao mesmo tempo, o cometa Starry Messenger se aproxima da terra.          |                 |                          |                 |                                |                     |                            |
| 10 | 23              | "Til Death Do Us Part"   | Tim Andrews     | Kelly Souders & Brian Peterson | 7 de junho de 2015  | 0.28                       |
| Alden tem seu primeiro teste de lealdade logo após ter juntado forças com Mary.                                           |                 |                          |                 |                                |                     |                            |
| 11 | 24              | "On Earth As In Hell"    | Nick Copus      | Joe Menosky & Adam Simon       | 14 de junho de 2015 | 0.31                       |
| Aldon e Cotton trabalham juntos para salvar a alma de Boy.                                                                |                 |                          |                 |                                |                     |                            |
| 12 | 25              | "Midnight Never Come"    | Alex Zakrzewski | Donna Thorland & Adam Simon    | 21 de junho de 2015 | 0.31                       |
| A contagem final para a grande consagração se inicia.                                                                     |                 |                          |                 |                                |                     |                            |
| 13 | 26              | "The Witching Hour"      | Brannon Braga   | Adam Simon                     | 28 de junho de 2015 | 0.33                       |
| Uma nova dinastia sobrenatural se inicia em Salem.                                                                        |                 |                          |                 |                                |                     |                            |

## 3º Temporada (2016)
Foi confirmado durante a Comic Con 2015 que Salem terá uma 3º temporada. A nova temporada será composta por 10 episódios e tem estréia prevista para a semana do Dia das Bruxas, Quarta-feira 02 de novembro de 2016.[carece de fontes?]
| Nº no geral | Nº na temporada | Título                     | Dirigido por | Escrito por                    | Estreia                | Audiência em milhões (EUA) |
| --- | --------------- | -------------------------- | ------------ | ------------------------------ | ---------------------- | -------------------------- |
| 1 | 27              | "After the Fall"           | Nick Copus   | Brannon Braga & Adam Simon     | 02 de novembro de 2016 | 0.27                       |
| A única esperança de Salem para sobreviver ao inferno é ressuscitar os mortos..                                          |                 |                            |              |                                |                        |                            |
| 2 | 28              | "The Heart Is a Devil"     | Tim Andrew   | Adam Simon                     | 09 de novembro de 2016 | 0.21                       |
| Mary deixa o conforto do abraço de Alden, determinada a fazer o que for preciso para manter o mal à distância.           |                 |                            |              |                                |                        |                            |
| 3 | 29              | "The Reckoning"            | Wayne Yip    | Kelly Souders & Brian Peterson | 16 de novembro de 2016 | 0.29                       |
| A penitência de Maria por sua traição toma um rumo mortal enquanto que Cotton é forçado a realizar um exorcismo próprio. |                 |                            |              |                                |                        |                            |
| 4 | 30              | "Night's Black Agents"     | Joe Dante    | Brannon Braga & Adam Simon     | 23 de novembro de 2016 | TBA                        |
| TBA |                 |                            |              |                                |                        |                            |
| 5 | 31              | "The Commonwealth of Hell" | Nick Copus   | Adam Simon                     | 30 de novembro de 2016 | TBA                        |
| TBA |                 |                            |              |                                |                        |                            |
| 6 | 32              | "Wednesday's Child"        | TBA          | TBA                            | 07 de dezembro de 2016 | TBA                        |
| TBA |                 |                            |              |                                |                        |                            |
| 7 | 33              | "The Man Who Was Thursday" | TBA          | TBA                            | 14 de dezembro de 2016 | TBA                        |
| TBA |                 |                            |              |                                |                        |                            |
| 8 | 34              | "Friday's Knights"         | TBA          | TBA                            | TBA                    | TBA                        |
| TBA |                 |                            |              |                                |                        |                            |
| 9 | 35              | "Saturday Mourning"        | TBA          | TBA                            | TBA                    | TBA                        |
| TBA |                 |                            |              |                                |                        |                            |
| 10 | 36              | "Black Sunday"             | TBA          | TBA                            | TBA                    | TBA                        |
| TBA |                 |                            |              |                                |                        |                            |